# Djamila Sahraoui
Djamila Sahraoui (sinh năm 1950) là một nhà làm phim người Algérie.
Djamila Sahraoui sinh ra ở Algiers vào ngày 23 tháng 10 năm 1950. Bà học văn học trước khi theo học trường điện ảnh nổi tiếng ở Paris IDHEC (Acadut des hautes études cinématographiques), chuyên viết kịch bản và chỉ đạo. Sahraoui chuyển đến Pháp năm 1975, nơi bà bắt đầu sự nghiệp với tư cách là một nhà làm phim tài liệu. Bà đã thực hiện bộ phim ngắn đầu tiên của mình, Houria vào năm 1980, sau đó làm biên tập viên và trợ lý, trước khi tiếp tục làm phim tài liệu của riêng mình từ những năm 1990. Bộ phim tài liệu năm 1995 của bà, La moitié du ciel songllah, đã phỏng vấn các phụ nữ Algeria về công việc và cuộc đấu tranh của họ cho sự bình đẳng và tự do. Năm 1997, bà được mệnh danh là người đoạt giải la Villa Medicis nhờ thành công của mình. Trong khi Sahraoui nổi tiếng với các phim tài liệu của mình, bà cũng đã đạt được thành công với bộ phim viễn tưởng Barakat! (2006) và Yema (2013).

## Phim

### Phim ngắn
- Houria (1980), 26 phút.

### Phim tài liệu
- Avoir 2000 ans dans les Aurès (1990), 26 phút.
- Prénom Marianne (1992), 26 phút.
- La moitié du ciel phó tế (1995), 52 phút.
- Algérie, la vie quand même (1999), 52 phút.
- Opération Télé-cités (2000), 26 phút.
- Algérie, la vie toujours (2001), 53 phút.
- Et les arbres poussent en Kabylie (2003), 85 phút.

### Phim viễn tưởng
- Barakat! (2006)
- Yema (2012)